# Campeonato Carioca de Futebol de 2008 - Terceira Divisão
O Campeonato Carioca da Terceira Divisão de 2008 foi uma edição da terceira divisão do campeonato estadual de futebol profissional do Rio de Janeiro. A competição foi organizada pela Federação de Futebol do Estado do Rio de Janeiro (FERJ).
Ao final do campeonato, sagrou-se campeão o Quissamã e vice-campeão o Campo Grande, ambos promovidos para a Segunda Divisão.

## Participantes
- Barra Mansa Futebol Clube (Barra Mansa)
- Campo Grande Atlético Clube (Rio de Janeiro)
- Semeando Cidadania Futebol Clube Ltda. (Rio de Janeiro)
- Fênix 2005 Futebol Clube (Barra Mansa)
- Paraíba do Sul Futebol Clube (Paraíba do Sul)
- São João da Barra Futebol Clube (São João da Barra)
- Quissamã Futebol Clube (Quissamã)
- Sampaio Corrêa Futebol e Esporte Ltda. (Saquarema)
- Tanguá Esporte e Cultura (Tanguá)
- Centro Esportivo Arraial do Cabo (Arraial do Cabo)
- Kaiserburg Futebol Clube (Petrópolis)
- União de Marechal Hermes Futebol Clube (Rio de Janeiro)
- Várzea Futebol Clube (Teresópolis)
- Canto do Rio Football Club (Niterói)
- Deportivo La Coruña Brasil Futebol Clube (Rio de Janeiro)
- Rubro Social Esporte Clube (Araruama)
- Tomazinho Futebol Clube (São João de Meriti)
- União Central Futebol Clube (Rio de Janeiro)
- Bela Vista Futebol Clube (Niterói)
- Clube Atlético Castelo Branco (Rio de Janeiro)
- Condor Atlético Clube (Queimados)
- Futuro Bem Próximo Atlético Clube (Niterói)
- Esporte Clube Nova Cidade (Nilópolis)